# ورزشگاه بنک آو امریکا

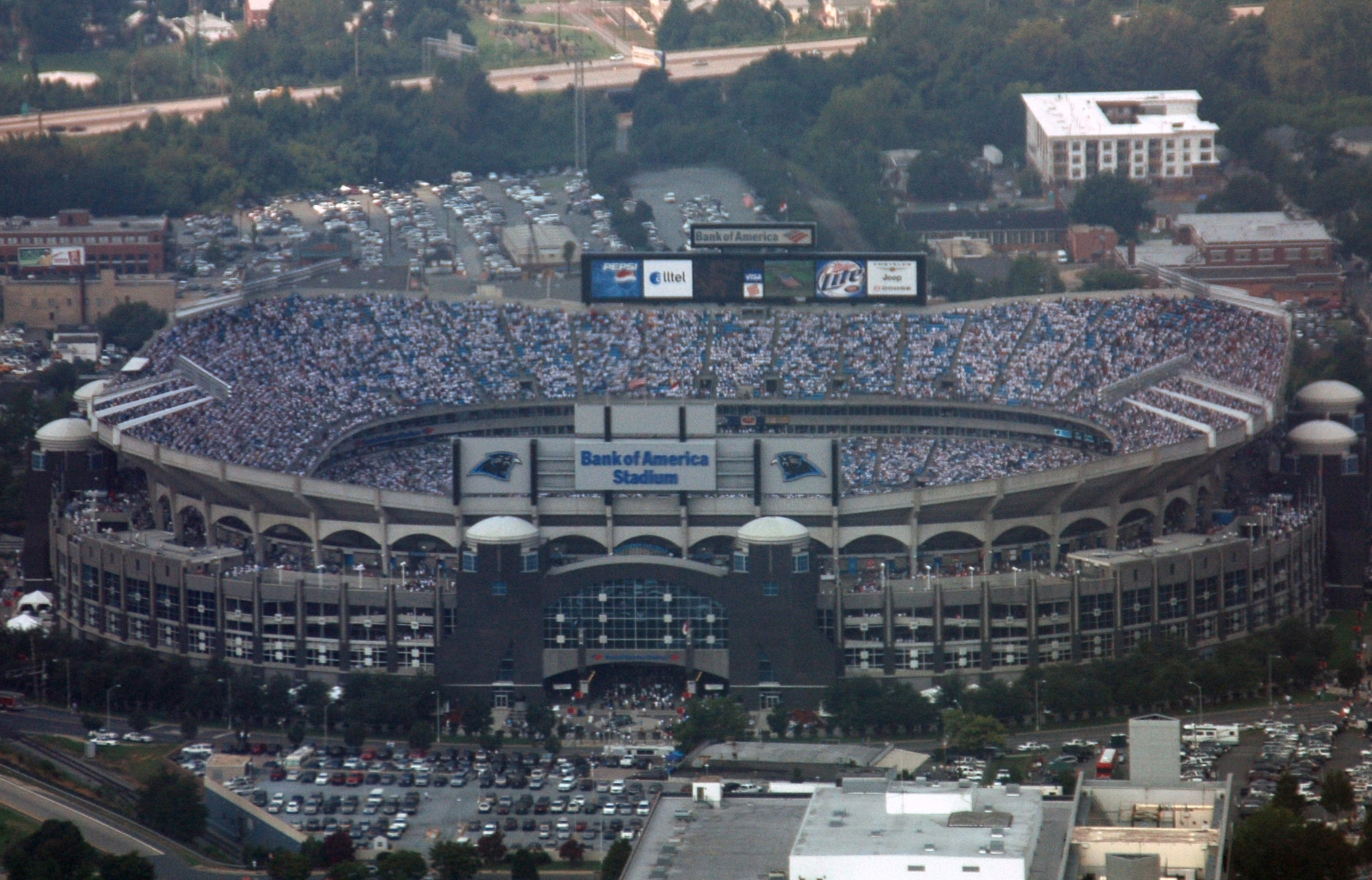

ورزشگاه بانک آو آمریکا (به انگلیسی: Bank of America Stadium) با ظرفیت ۷۳٬۲۹۸ نفر در شهر شارلوت ایالت کارولینای شمالی واقع شده‌است. این ورزشگاه در تاریخ ۱۹۹۶ تأسیس شد و دارای زمین چمن می‌باشد.